# Prąd następczy
Prąd następczy – prąd płynący przez iskiernik po zaniku prądu awaryjnego: piorunowego bądź prądu przepięcia.
Prąd ten wynika z fizyki zjawiska łuku elektrycznego. Palący się łuk elektryczny w iskierniku zanika tylko przy zerowej wartości płynącego prądu. Gdy zanika prąd awaryjny, obwód pozostaje zwarty poprzez łuk elektryczny, który jest podtrzymywany tym razem prądem zwarciowym sieci. Dopiero gdy prąd zwarciowy spada do zera następuje zgaszenie łuku. 

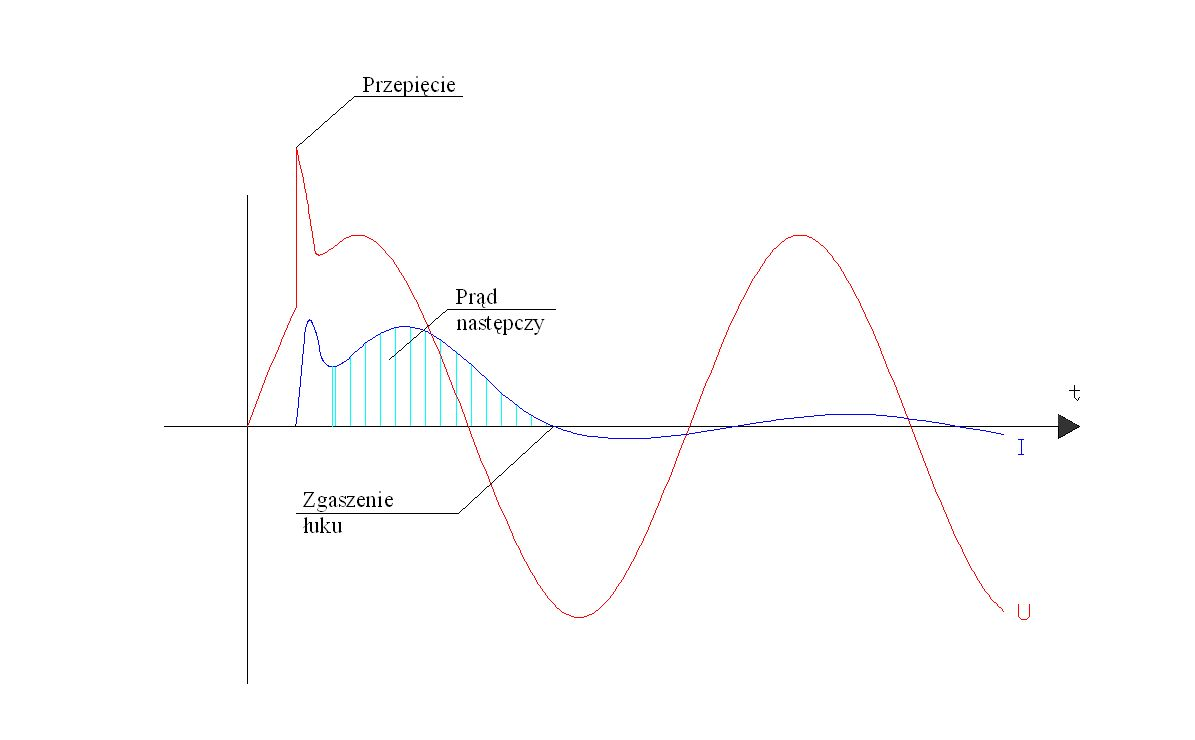
Rysunek obrazujący istotę prądu następczego